# Caraphractus cinctus
Caraphractus cinctus är en stekelart som beskrevs av Walker 1846. Caraphractus cinctus ingår i släktet Caraphractus och familjen dvärgsteklar. Arten är reproducerande i Sverige. Inga underarter finns listade.